# Leermens
Leermens (Gronings: Leerms) is een dorp in de gemeente Eemsdelta van de Nederlandse provincie Groningen. Het telde 175 inwoners op 1 januari 2023.

## Geschiedenis
Leermens is een wierdedorp, ontstaan op een kwelderwal aan de Fivelboezem. Aangenomen wordt dat het ontstaan is aan het begin van de jaartelling. De wierde behoort tot de hoogste van de provincie. De eerste vermelding van het dorp is in de 10e eeuw, wanneer het wordt geschreven als Lethermengi. Uit 1040 dateert een oorkonde waarin koning Hendrik III de goederen van een zekere Uffo en zijn broers, gelegen te Lintherminge of Letherminge (Leermens) en het nabijgelegen Eenum, aan bisschop Bernold van Utrecht schenkt. De naamkundige Maurits Gysseling meent dat dit toponiem zou kunnen zijn afgeleid van het Germaanse *Linthihraƀningja (of *Linthihraƀna). Dat zou 'toebehorend aan zachtmoedige raaf' of 'lieden van de zachtmoedige raaf' kunnen betekenen. Zijn collega H.J. Moerman denkt aan de persoonsnaam Liutravan ('volksraaf'). De latere vorm Letherminge (verwijzend naar een persoonsnaam  werd via Ledermense omstreeks de 15e eeuw omgevormd tot Leermens, waarbij het suffix -ingi of -ens duidt op 'gezamenlijke bewoners'.
In de middeleeuwen vormde Leermens een rechtscentrum binnen Fivelgo (zie de paragraaf Om Leerms kommen). In de late middeleeuwen werd het Leermenstermaar gegraven, waarmee het dorp (via het Oosterwijtwerdermaar) een verbinding kreeg met het Damsterdiep. Na de middeleeuwen werd Leermens echter door de omliggende dorpen Loppersum, Middelstum en Stedum in belang voorbijgestreefd.
In de 19e eeuw breidde het dorp zich uit aan zuidzijde langs de as van de Dieftilweg. De wierde is rond 1910 deels afgegraven aan de noordzijde en bij de zuidelijke punt. De wierdegrond werd vooral vervoerd naar de veenkoloniën. De radiale structuur is echter relatief goed bewaard gebleven. Zo zijn de beide wegringen rond de kerk (waaronder de ossengang) en de dwarsverbindingen daartussen nog intact. Omdat ook veel oude bebouwing bewaard is gebleven, werd het dorp in de 20e eeuw aangewezen als beschermd dorpsgezicht. Vroeger telde het dorp drie kruideniers, een bakker, schoenmaker, slager, smid, een zestal fruittelers en een café, die nu allemaal verdwenen zijn. Bij Leermens is een jachthaventje ('Plaisterploats') met minicamping aangelegd voor het toerisme.
De boerderijen te Lutjerijp vormden een afzonderlijke buurtschap, die haar naam dankt aan de kwelderwal waarop ook Zeerijp ligt.

## Landschap

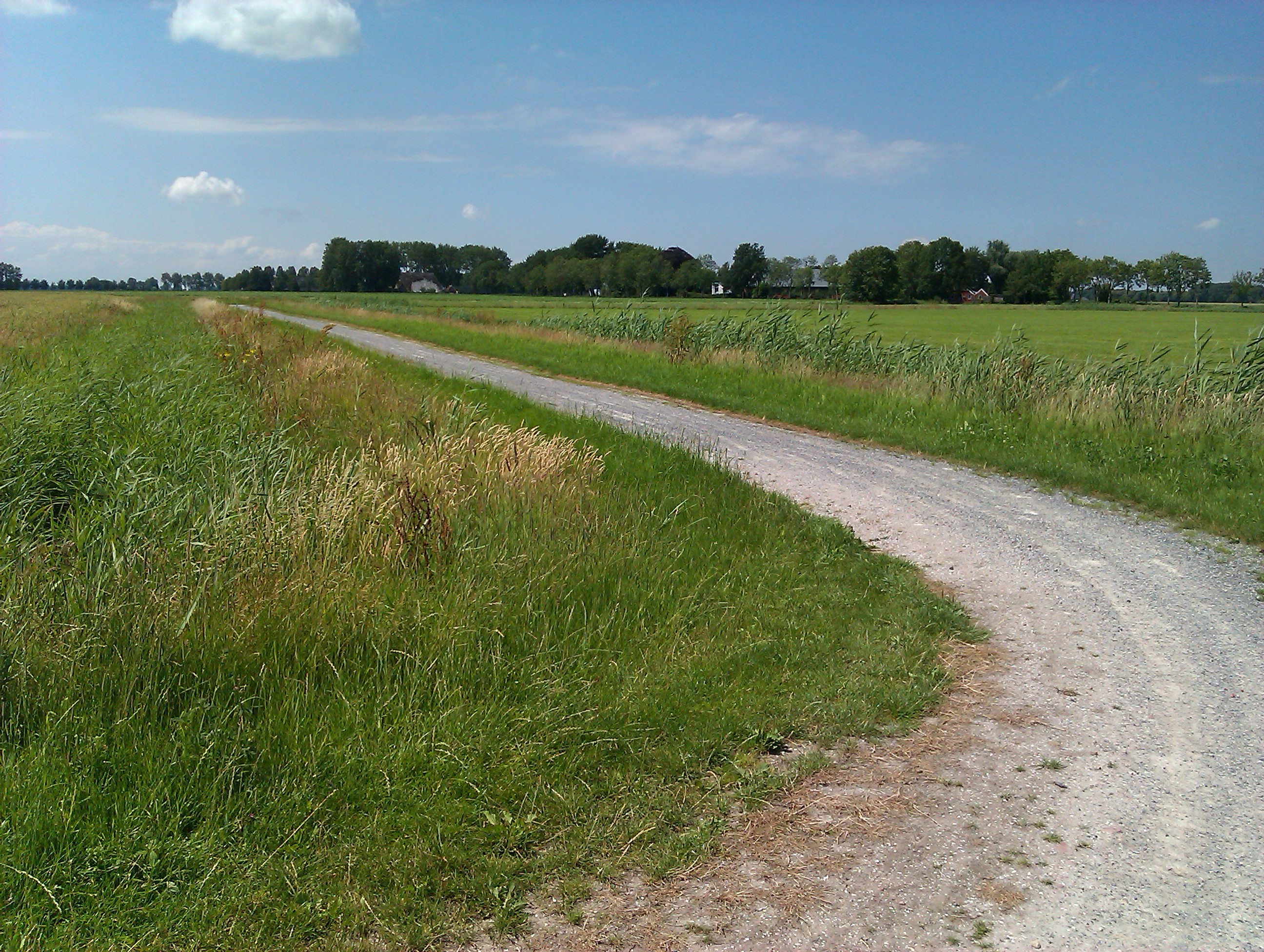
Poakepad
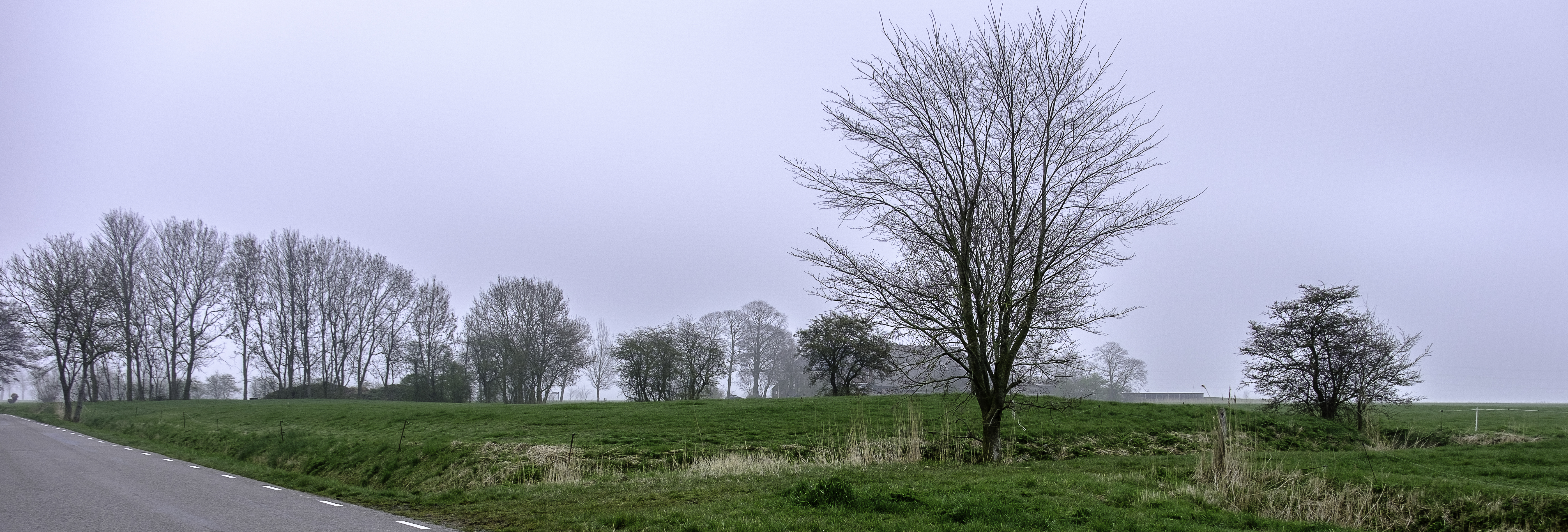
Wierde
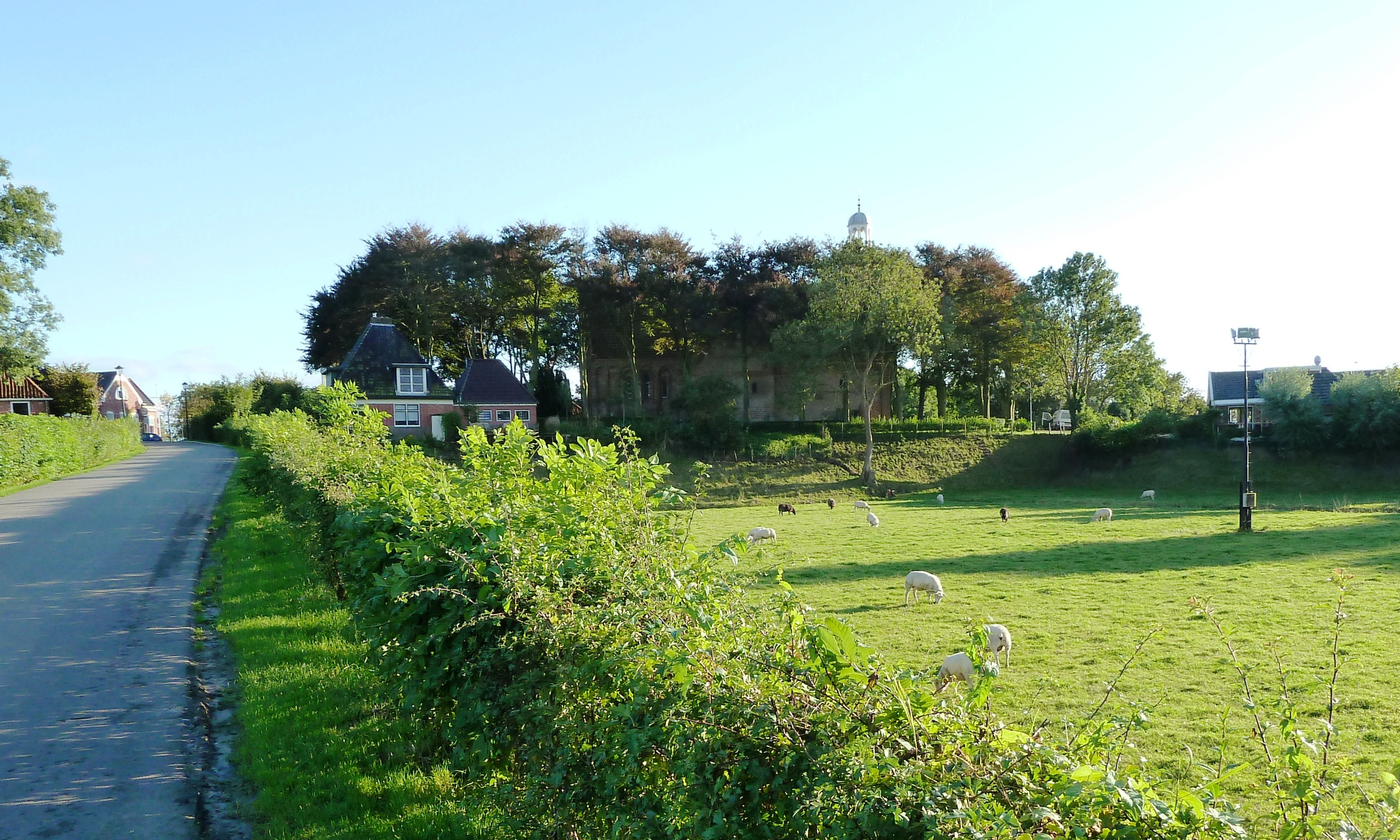
Steilrand aan noordzijde van de wierde van Leermens, veroorzaakt door de wierdeafgraving.
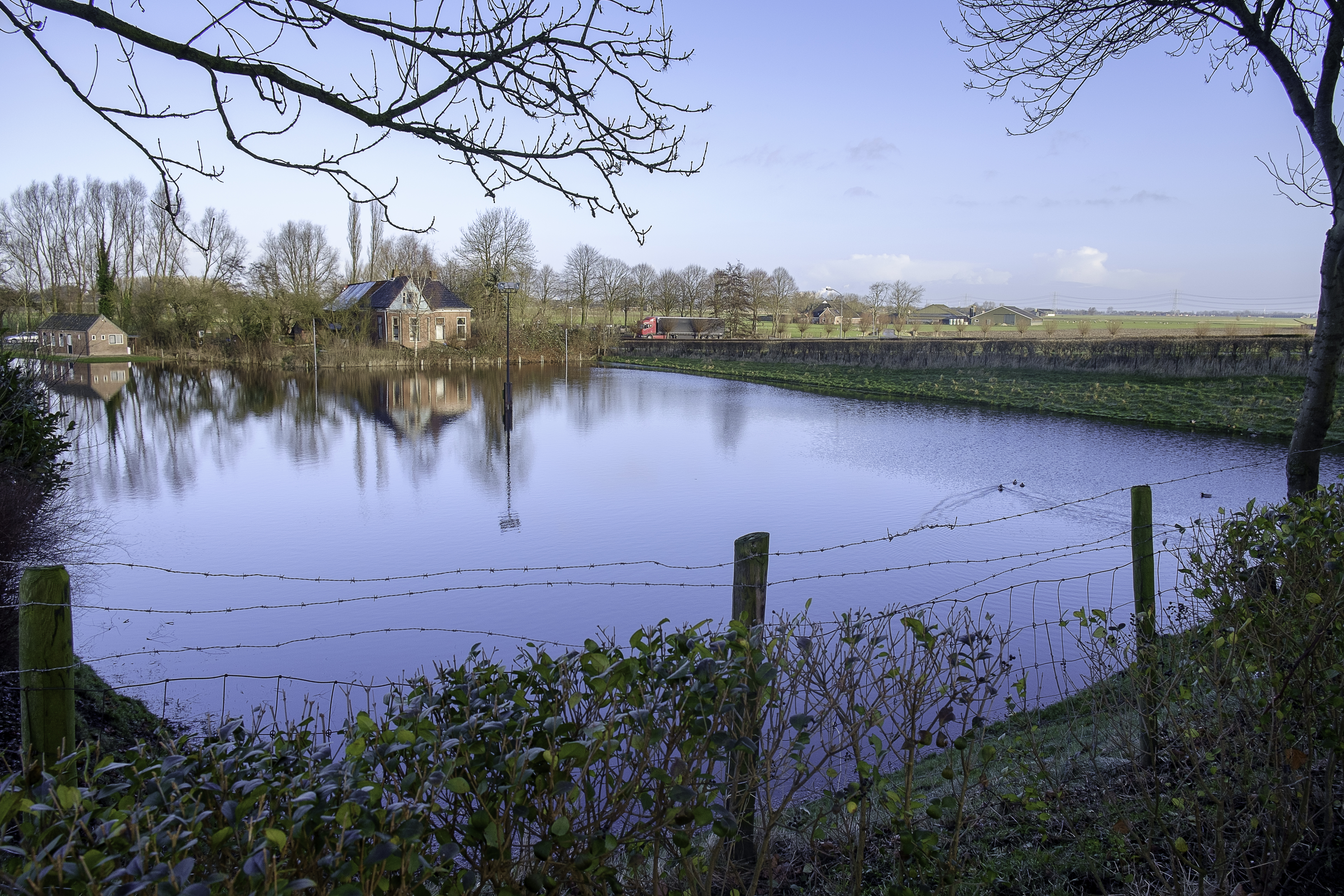
Het afgegraven deel van de wierde wordt in de winter gebruikt als ijsbaan

## Bevolkingsontwikkeling
| Demografische ontwikkeling tussen 1859 en 2018                      |
| ------------------------------------------------------------------- |
|                                                                     |
| ■ Data afkomstig van volkstellingen.nl ■ Data afkomstig van het CBS |

## Gebouwen

### Kerk

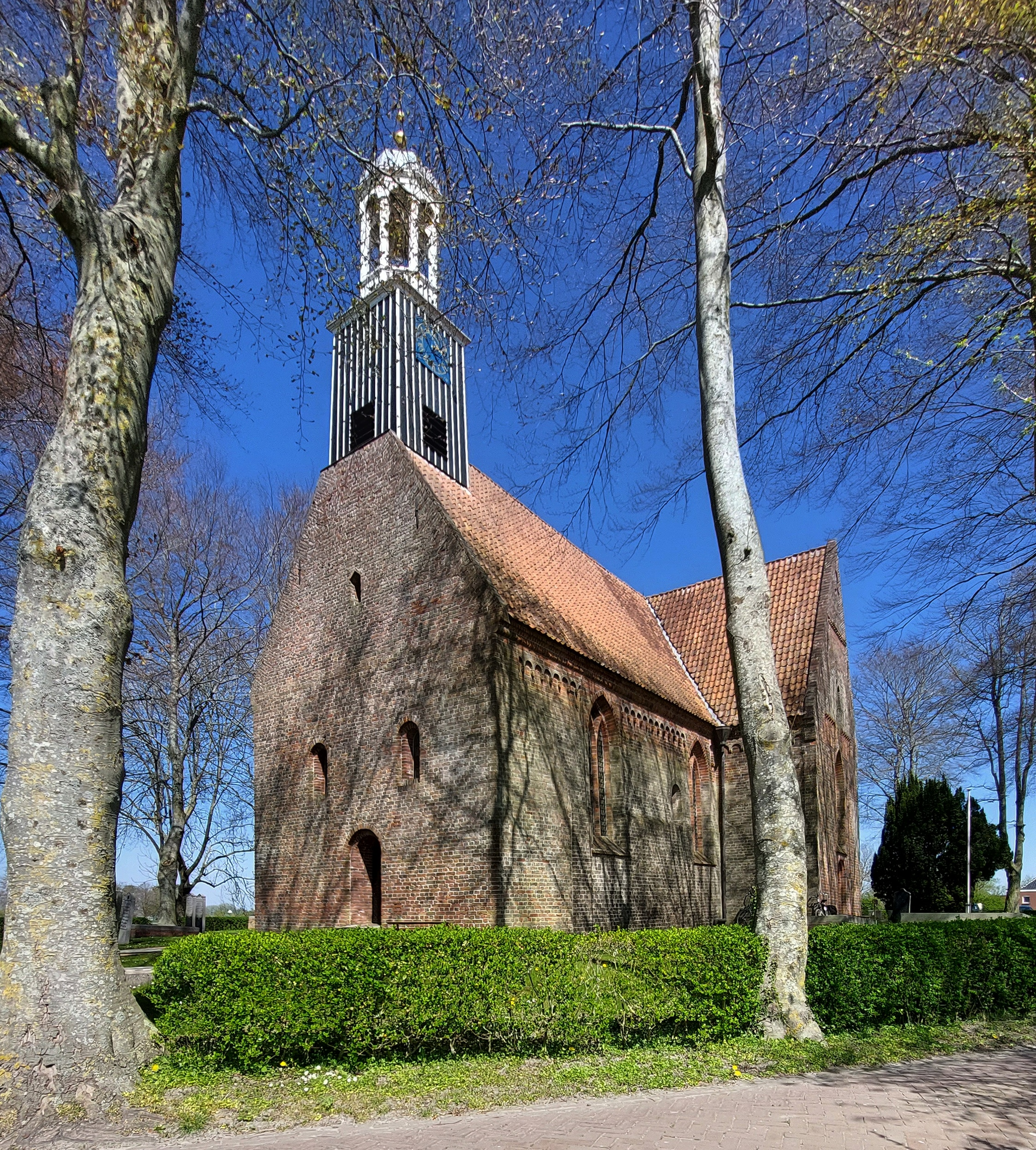
Romanogotische Donatuskerk

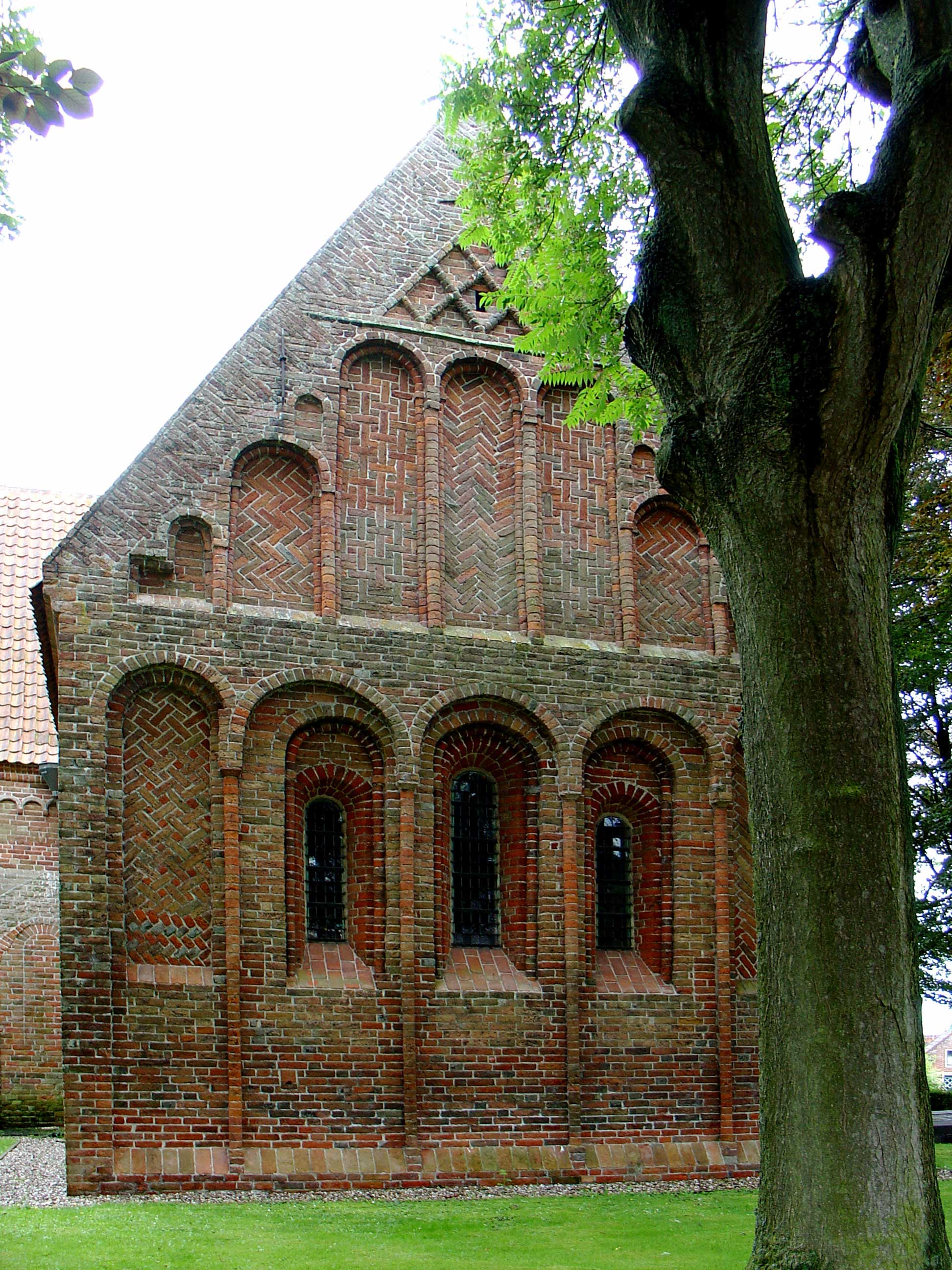
Gevel van de kerk

Het oudste deel van de Donatuskerk, het romaanse tufstenen schip, stamt uit de 11e eeuw. Eind 12e eeuw kwam het dwarsschip tot stand. In 1240 werd het koor vervangen door een bakstenen koor in vroeg romanogotische stijl. De grafkelder onder de kerk werd in de decennia erna gebouwd, maar zou nooit zijn gebruikt voor dat doel. Oorspronkelijk had de kerk een toren aan westzijde, die rond 1190 werd vervangen door twee kleine torens. Nadat een van de torenspitsen eraf viel door bouwvalligheid werd in 1730 een dakruiter geplaatst. Het 12e-eeuwse westfront werd in 1822 vervangen door een nieuwe gevel met dakruiter. Deze dakruiter verbrandde met een groot deel van de rest van de kerk in 1957, waarop de kerk in de drie jaar erop grondig werd gerestaureerd. De begraafplaats bij de kerk telt vele bijzondere grafschriften.

### Borgen
Bij Leermens hebben twee borgen gestaan en wellicht ook een steenhuis. Ten noordwesten van het dorp stond de borg Bolsiersema (ook Schatsborg, Clinxwier of Cluxweer, 1597 dat Hooge Heem alias Kluckseweer). In 1412 wordt Doedeke Boeltzertzema genoemd, in 1561 is ene Lucas Clant van Bolsiersema hoofdeling in Leermens. De latere borgbewoner Willem Ubbena werd in 1604 veroordeeld tot een boete voor het vervalsen van het missaal (misboek) van Leermens. Later kwam de borg in handen van de familie Scharf, waarvan de naam 'Scharfsborg' werd verbasterd tot 'Schatsborg'. In 1723 werd de borg gerechtelijk verkocht en bestond toen uit verschillende vertrekken, een schathuis, grachten, hoven, singels en andere toebehoren. Koper hoveling Frick Reynders bezat ook reeds Ompteda (Omtada) en liet de borg waarschijnlijk kort daarna slopen, gezien het feit dat deze bij een opmeting in 1725 niet meer wordt genoemd. Van de borgplaats werd alleen de noordelijke gracht en de vijver later gedempt (in 1984 werd opnieuw een vijver aangelegd). De rest van de structuur is nog aanwezig; deels werd deze in 1978 gereconstrueerd. Ook bevindt zich er nog een kerkhofje met een grafkelder. Op de plek van de borg (Tolweg 14) werd later boerderij Bolsiersemaheerd (nu Schatsborg) gebouwd, met dwarshuis en waarvan de schuur dateert uit 1730. Het huis Schatsborg ten noorden van de boerderij werd in de jaren 1950 afgebroken.
Een andere borg bij Leermens was de Grevingaheerd (of Gaikingaheerd) nabij Lutjerijp, waarvan de familie (ook Grevinge of Grevinck) waarschijnlijk uit Drenthe kwam. Afgezien van de Drentse naam had deze familie namelijk in de 16e en 17e eeuw ook leengoederen bij Emmen. Het eerste lid van de familie dat wordt genoemd, is Luder Grovinghe in 1446. Zijn woonplaats werd hierbij niet vermeld, maar veel oorkonden waarin leden van de familie worden genoemd, hebben ook betrekking op Leermens, zodat het goed mogelijk is dat ze daar hebben gewoond. In 1605 is sprake van een Grevingeheerd of Gaykemaheerd. In 1797 verliet het laatste lid van de familie de borg, die zelf ergens in de 19e eeuw (voor 1843) werd gesloopt. Later werd er een boerderij gebouwd, waarvan sommige stenen en drempels afkomstig zijn van de vroegere borg. In een document uit 1510 wordt ook een steenhuis bij Nittersheerd genoemd, dat niet nader wordt geduid in documenten. Deze Nittersheerd lag tegen de oostzijde van de wierde aan.

### School
In het begin werd lesgegeven in de bij de kerk gelegen kosterswoning, die later werd afgebroken. In 1863 kwam een lagere school gereed aan de Wierdeweg 10 met drie klaslokalen en aangebouwde meesterswoning. Deze school werd in 1935 gesloten (later was er een kruidenier in gevestigd) en vervangen door de gezamenlijke openbare basisschool Dieftil op de driesprong van de weg Dieftil (naam van de oude til over het Eenumermaar) met de Schoolweg, grofweg halverwege de dorpen Leermens, Eenum en Oosterwijtwerd. In 1985 werd ook de peuterschool uit 1951 hierheen verplaatst. De Dieftilschool werd in 2013 gesloten.

### Overige gebouwen
Het oudste stenen huis van het dorp is Ossenlaan 3, waarin een balk het jaartal 1603 vermeldt. De pastorie aan de Wierdeweg 16 werd gebouwd rond 1700, maar uit die tijd dateert nu alleen nog het achterhuis. Het voorhuis werd herbouwd in 1880. Het huis aan de Wierdeweg 1 dateert uit de vroege 18e eeuw en de oude smederij aan de Wierdeweg 8 dateert uit 1775. Het café was oorspronkelijk gevestigd in een 17e-eeuws pand (althans muurankers op een oude foto vermelden het jaartal 1676), dat ook een tijdlang in gebruik was als gemeentehuis van 't Zandt. In 1906 (1910 wordt ook genoemd) werd dit pand vervangen door het huidige pand. Dit cafépand werd in 1972 ingericht als dorpshuis Aig'n Heerd. In de tuin staat sinds 2002 een door de Uithuizer kunstenaar Rolf Veenstra gemaakt beeldje van Lubbe van Leermens.
De korenmolen van Leermens, die reeds in 1628 wordt genoemd, stond vlak ten zuiden van 't Zandt in een buurtje genaamd Molenhorn en werd in 1957 afgebroken. De sarrieshut staat er nog wel. In de buurtschap Lutjerijp staan een aantal oude boerderijen (onder andere de Grevingaheerd en Jacobsmaheerd), waarvan sommige voorgangers teruggaan tot de 15e eeuw of eerder.

## Dorpsbeeld

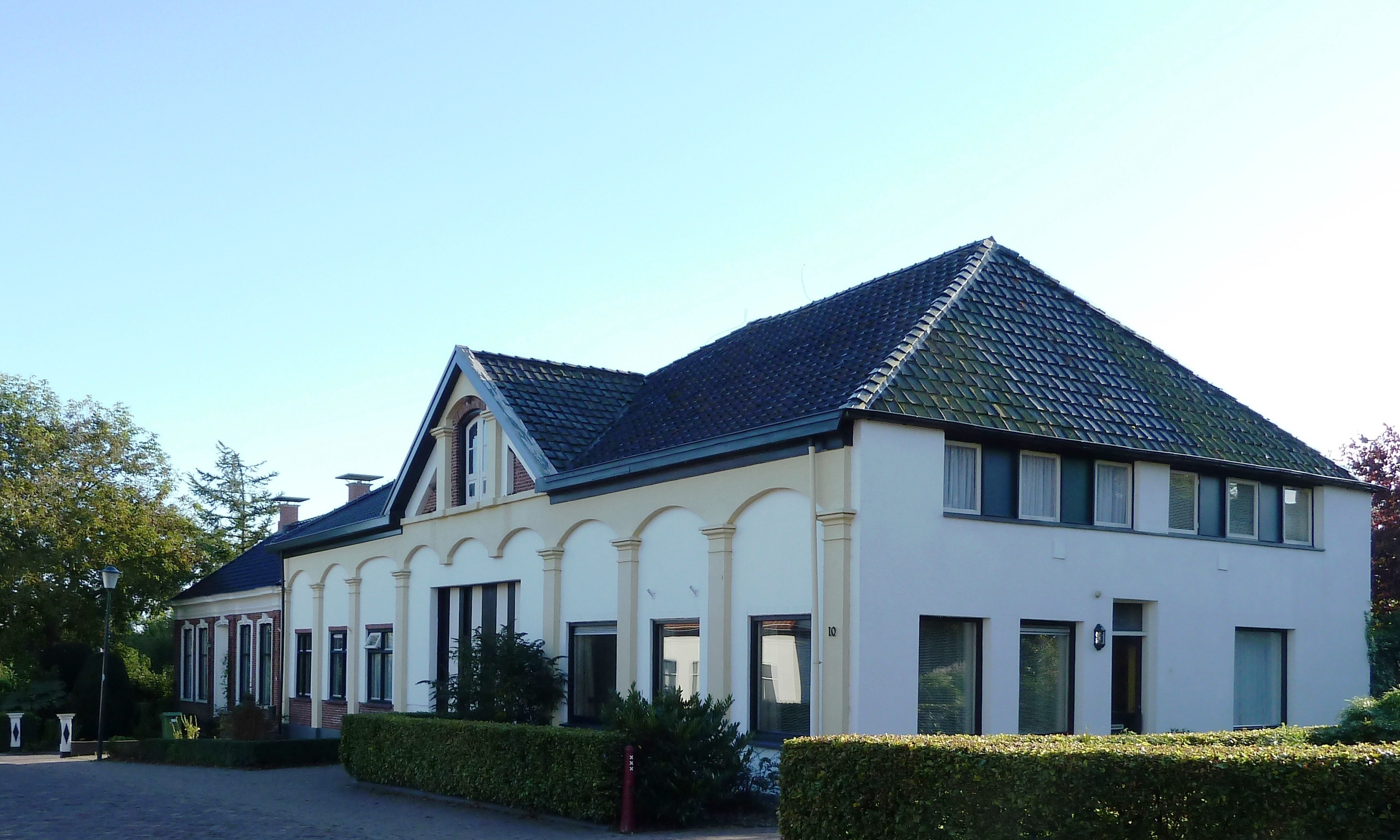
De voormalige lagere school met aangebouwde meesterswoning uit 1863
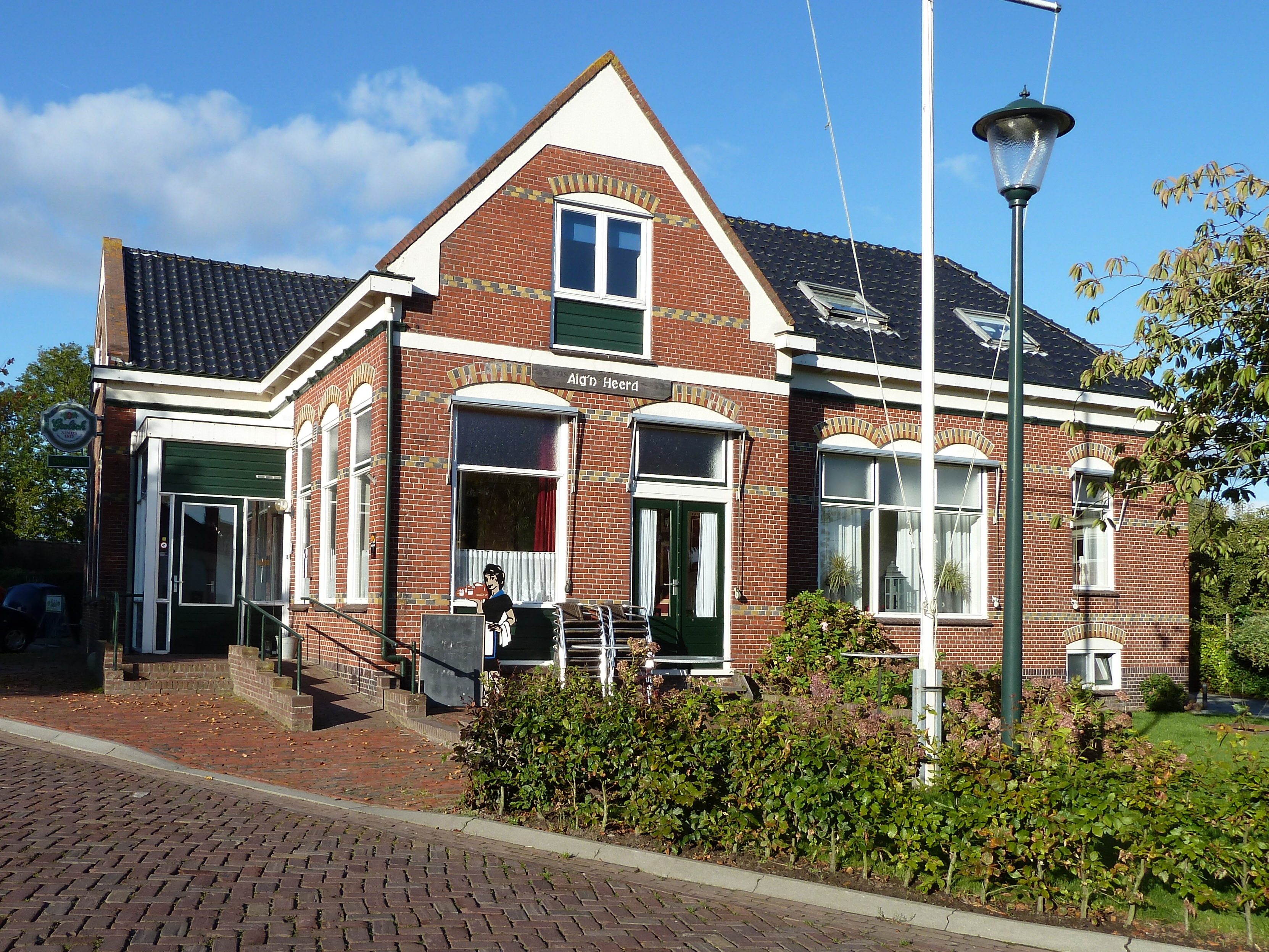
Het vroegere café Groenewold, dorpshuis in 2010
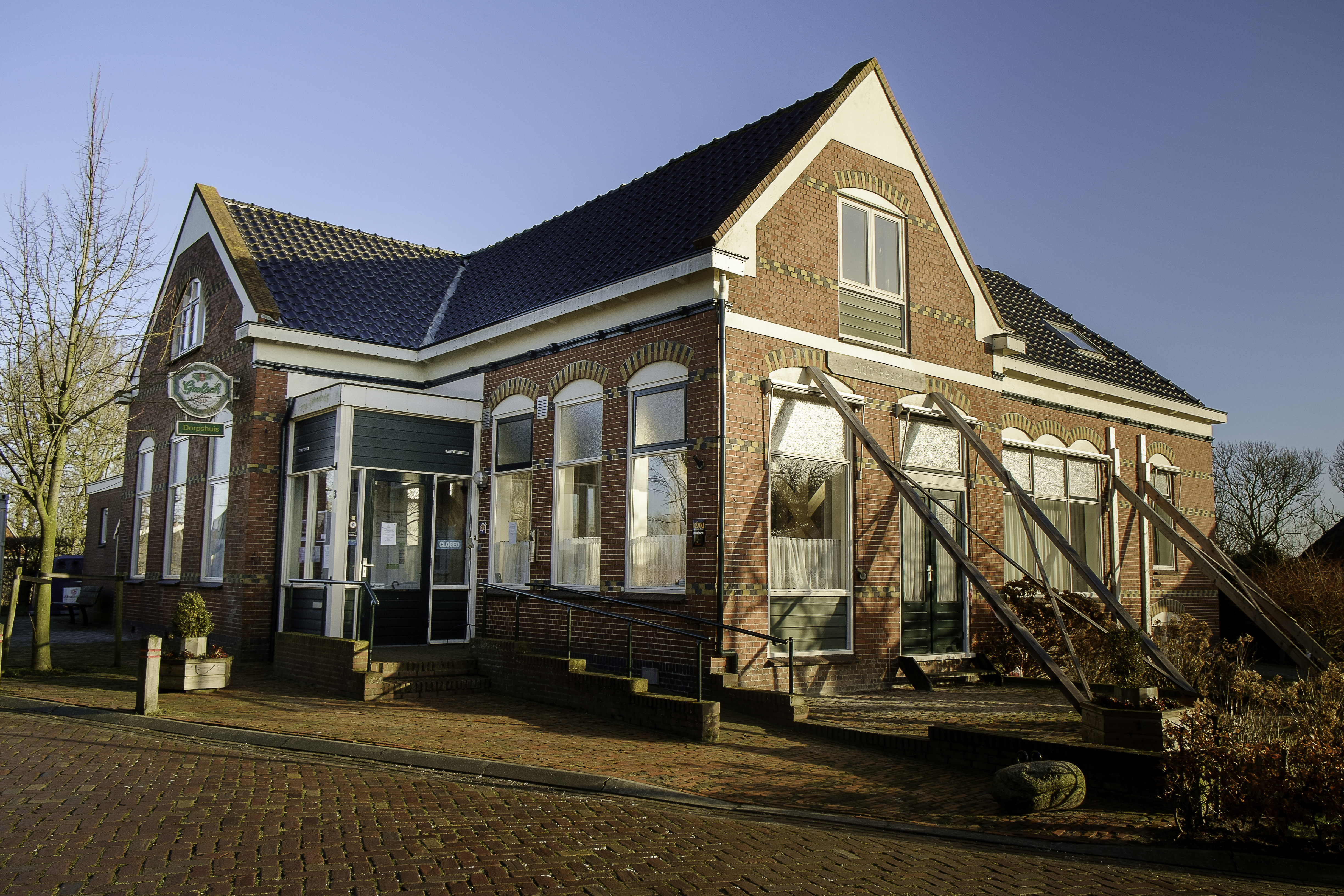
Hetzelfde café in 2014. Het pand wordt gestut in verband met scheuren als gevolg van bodemdaling door aardgaswinning
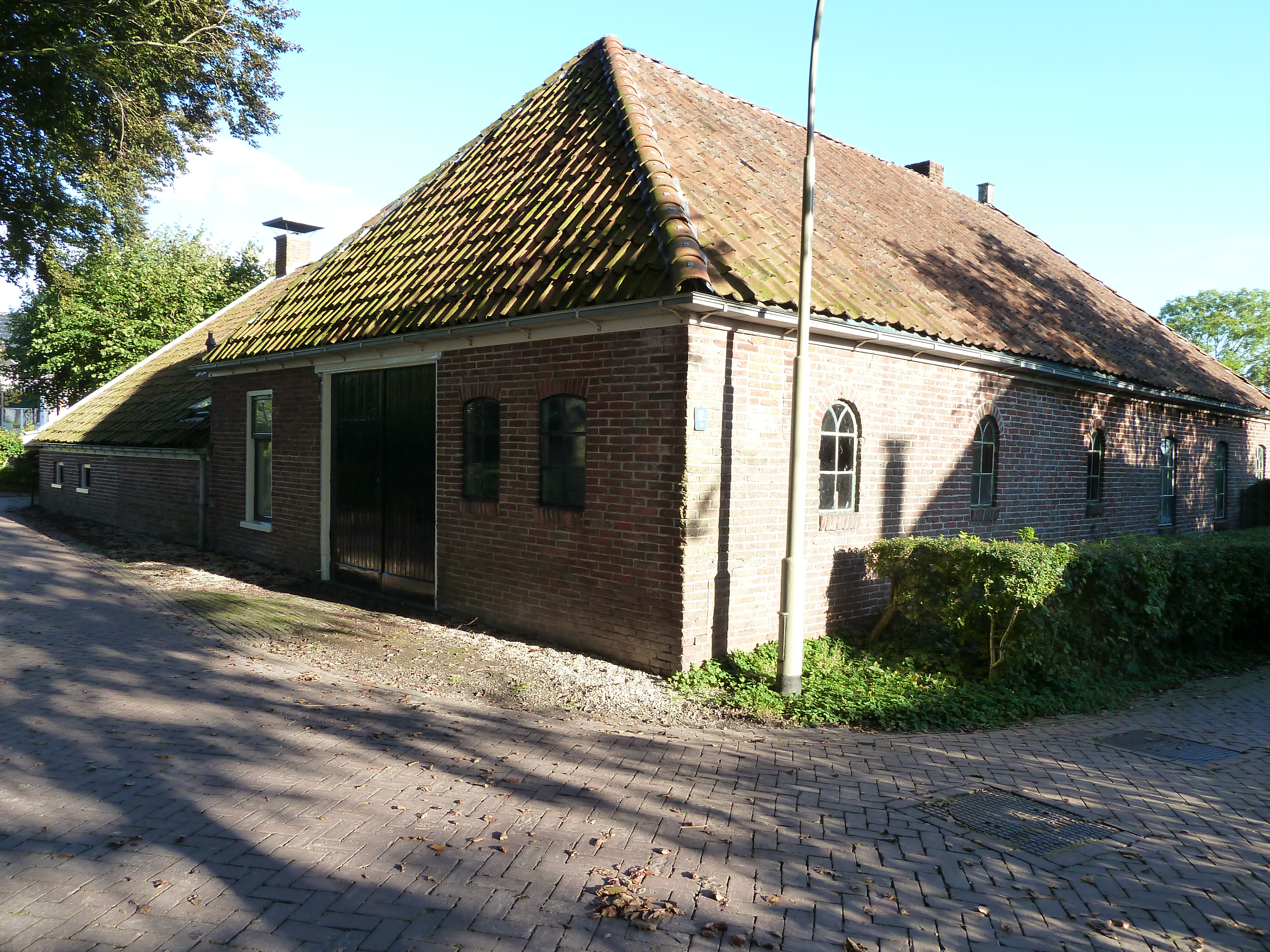
De oude smederij
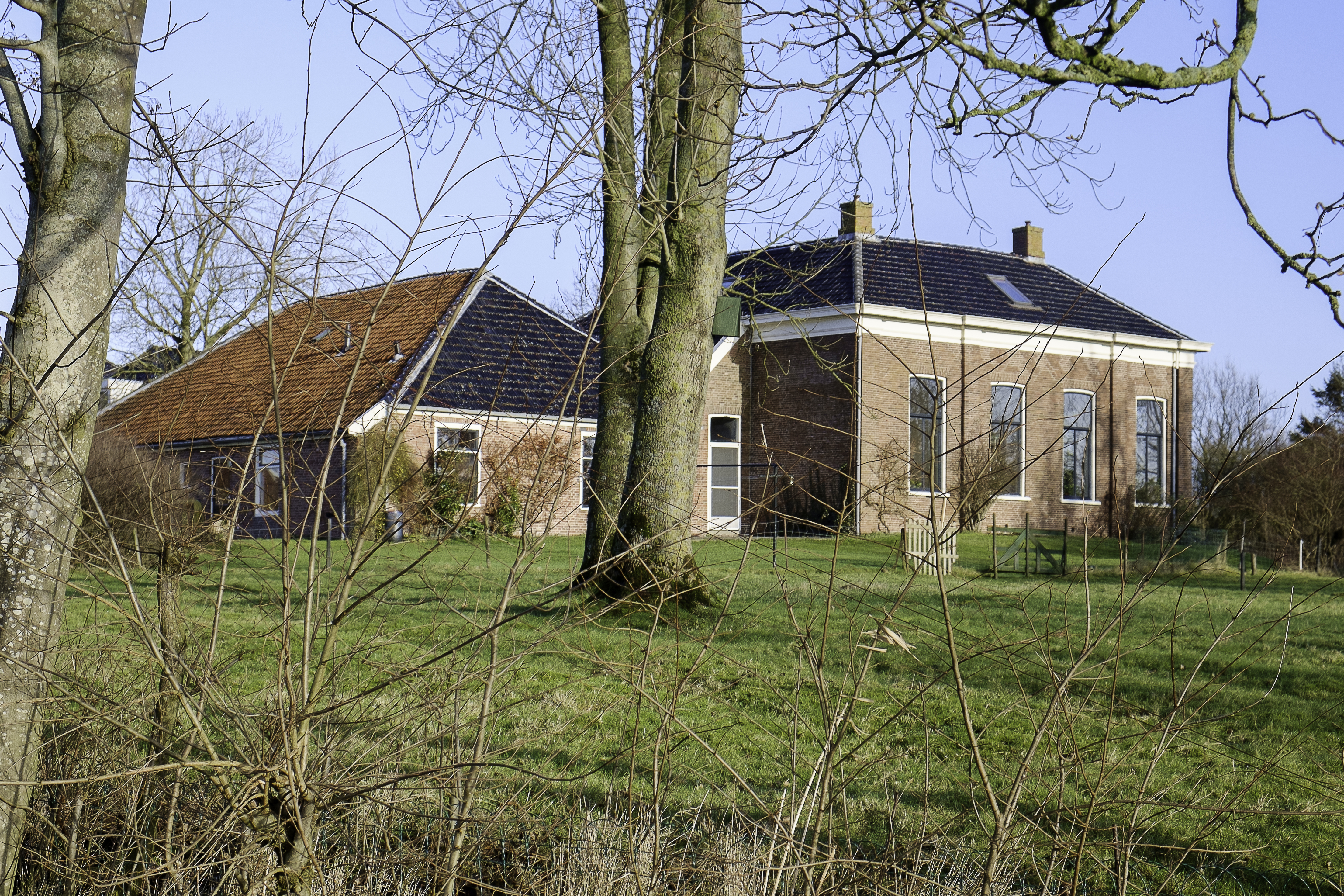
De voormalige pastorie

## Zegswijzen en volksverhalen

### Om Leerms kommen

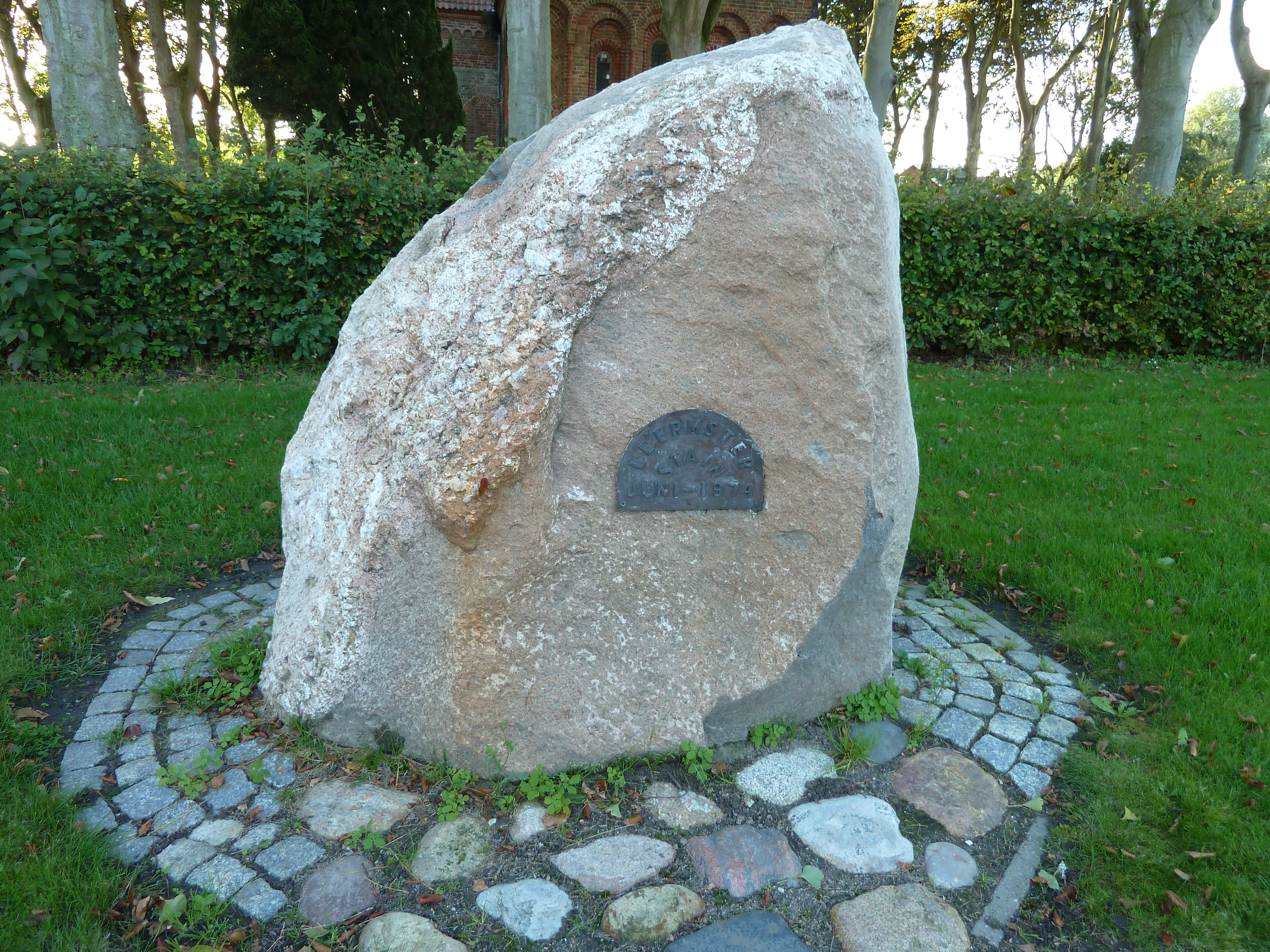
'Leermster Stain' (zwerfkei uit Rolde)

Het dorp geniet enige provinciale bekendheid vanwege de uitdrukking: Hai is om Leerms kommen (Hij is om Leermens gekomen), dat wil zeggen: hij is om het dorp heen gelopen, met de spottende betekenis: hij weet goed wat er in de wereld te koop is, of hij is door schade en schande wijs geworden. Volgens andere varianten wordt gezegd: hai het oet dob dronken, hai het op dikke stain zeten of ook wel (spottend) hai het in aaskedobbe poest.
De uitdrukking verwijst volgens de overlevering naar de intacte ossengang rond het dorp. De redger (rechter) die aan de beurt was om een jaar lang recht te spreken over de inwoners van het Eesterrecht, gebruikte misschien deze formule. Waarschijnlijk maakte hij eerst een ronde om het dorp, nam vervolgens een slok water uit de dobbe, en legde daarna de eed af bij een grote zwerfkei die naast de kerk lag, de 'Leermster Stain'. Het gezegde heeft dan te maken met de taken van de rechter, die tevens verantwoordelijk was voor het onderhoud van wegen, sloten en waterreservoirs. Oorspronkelijk zal hij een ronde langs de grenzen van hun rechtsgebied hebben gemaakt, zoals dat ook uit Appingedam wordt gemeld.
Tot de rechtstoel van het Eesterrecht, die vermoedelijk was genoemd naar de wierde van Eenumerhoogte oftewel Oostrum behoorden onder andere de omliggende heerden Nittersheerd, Alberdaheerd, Grevingaheerd en Bolsiersema/Schatsborg). Tot de 18e eeuw zouden ook de rechters uit omliggende dorpen zich hier hebben aangemeld voordat ze aan hun taak begonnen. Volgens de auteurs van de Tegenwoordige Staat vond in Leermens oorspronkelijk de 'aanspraak' plaats 'van de meeste regtstoelen in het oostelijke gedeelte van Fivelgo, doch nu alleen van het Eesterregt'. De oorspronkelijke Leermster Stain verdween waarschijnlijk in 1906 bij het dempen van een dobbe op de plek waar het nieuwe café werd gebouwd. De huidige 'Leermster Stain' bij de kerk betreft een zwerfsteen uit Rolde, die in 1974 op deze plek belandde. De vonnissen van het gericht werden voltrokken op de gerechtsplaats ten zuiden van het dorp, aan de huidige Gerichtsweg.

### De torensage
Over het dorp Leermens zijn enkele oude volksverhalen bekend. Een verhaal gaat over de vroegere toren van Leermens, die vermoedelijk uit de tweede helft van de 11e eeuw dateerde. De toren had twee spitsen, maar volgens de sage hadden het er eigenlijk drie moeten worden. Er waren namelijk drie zusters, die uit vroomheid elk een spits wilden bouwen. Een van de zusters stierf echter voordat de bouw begon. De beide anderen lieten toen de middenplaats maar leeg en zetten daar de doodskist van de overledene neer. Deze plek bleek bij uitstek geschikt voor heksen om er te vergaderen en te eten. Niemand kon hen daar op die hoge plaats storen en zo bleef het, tot de toren wegens bouwvalligheid in 1822 werd afgebroken en vervangen door het huidige houten torentje. Over deze juffertorens bestaan meerdere volksverhalen.

### Lubbe van Leerms

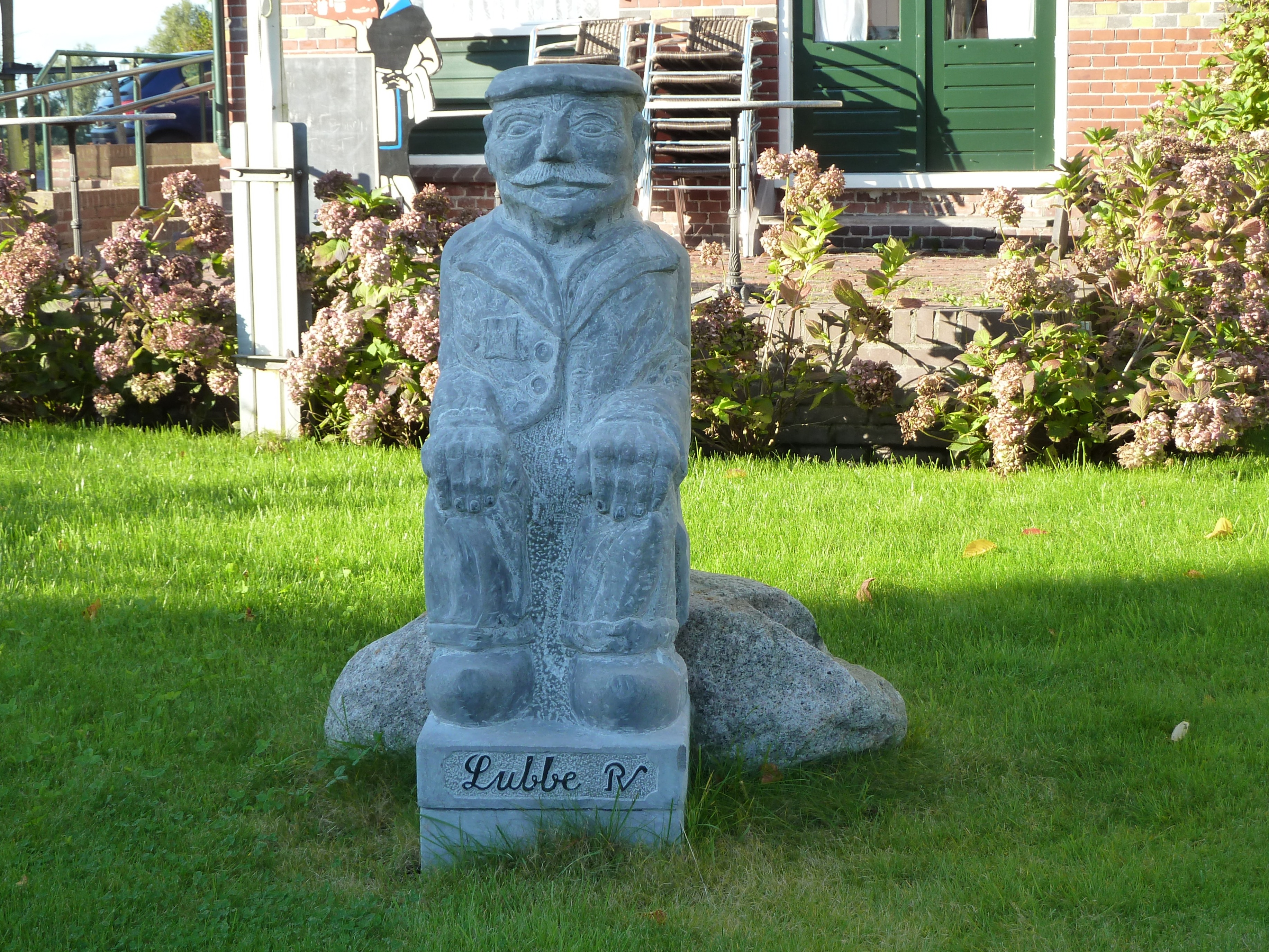
Lubbe van Leerms (Rolf Veenstra, 2002)

Bij het dorpshuis staat een door de Uithuizer Rolf Veenstra gemaakt en in 2002 geplaatst beeldje van 'Lubbe van Leerms' (Lubbe uit Leermens). Dit beeldje verwijst naar een volksverhaal, dat op schrift gesteld werd door de Slochter schrijver K. ter Laan. Het verhaalt van Lubbes vrouw Lenoa ('een hail kwoad wief'), die Lubbe probeerde te vergiftigen met rattengif. Lubbe werd echter gered door een kiepkerel (Duitse marskramer), Dreugeman. Het gedicht staat op een plaquette voor het beeldje.
Een andere variant op deze dorpssage (die op meerdere plaatsen in de wereld voorkomt), gaat over een Lubbe wiens boze vrouw hem alleen karnemelkse pap en roggebrood te eten gaf. De slimme Lubbe deed alsof hij dit erg lekker vond en zong het versje: Botermelk met roggebrood / is mijn lange leven, Zoetemelk met koekebrood / is mijn vroege dood. Zijn vrouw hoorde dit en gaf hem voortaan zoetemelk met koekebrood.
Leermster Laid
Sinds 2002 heeft Leermens ook een dorpslied. Het zijn drie groningstalige coupletten, geschreven door dorpsbewoner Tjipko Jan Visser. Jaarlijks wordt het op de melodie van ‘Lili Marleen’ door de Leermsters gezongen op de Nieuwsjaarsvisite. Uiteraard na het Gronings volkslied. 

## Geboren
- Regnerus Tjaarda Mees (1790-1867), advocaat en politicus
- Hans Elema (1905-1977), hoogleraar en dichter